# Договор подряда
Догово́р подря́да — соглашение, в соответствии с которым одна сторона (подрядчик) обязуется выполнить по заданию другой стороны (заказчика) определённую работу и сдать её результат заказчику, а последний обязуется принять результат работы и оплатить его.
Договор подряда является одним из старейших гражданско-правовых договоров. Он был известен ещё римскому праву, в котором определялся как наём работы (лат. locatio-conductio operis), то есть рассматривался как разновидность договора найма — наряду с наймом вещей (лат. locatio-conductio rei) и услуг (лат. locatio-conductio operarum).

## Договор в России
В настоящее время в России нормативно-правовое регулирование договора подряда осуществляется не общими, а отдельными разновидностями договора — специальными правилами, закреплёнными в Гражданском кодексе. Кроме того, к отношениям, вытекающим из того или иного вида подряда, применяются специальные законы и иные правовые акты, в частности, Закон «О защите прав потребителей», Федеральный закон «Об архитектурной деятельности в Российской Федерации», Федеральный закон «Об инвестиционной деятельности в Российской Федерации, осуществляемой в форме капитальных вложений» и др. Отдельные элементы договора подряда могут регламентироваться правилами о купле-продаже постольку, поскольку это не противоречит существу данного обязательства.
По своему характеру договор подряда является возмездным, консенсуальным и двусторонне обязывающим.

### Разновидности договора подряда
Различают следующие виды подряда:
- Бытовой подряд
- Строительный подряд
- Подряд на выполнение проектных и изыскательских работ
- Подрядные работы для государственных и муниципальных нужд

Правилами о подряде также частично регулируется выполнение научно-исследовательских, опытно-конструкторских и технологических работ и возмездное оказание услуг.

### Стороны договора
Сторонами в договоре подряда являются заказчик, поручающий выполнение определённой работы, и подрядчик, обязующийся выполнить эту работу, в качестве которых, в зависимости от той или иной разновидности подряда, могут выступать сделкоспособные физические и юридические лица, а также индивидуальные предприниматели.
Закон допускает участие на стороне подрядчика нескольких лиц — субподрядчиков (соисполнителей). В случае, если предмет договора является неделимым, они несут перед заказчиком солидарную ответственность за неисполнение или ненадлежащее исполнение своих обязательств, а также выступают по отношению к заказчику как солидарные кредиторы. Если предмет договора является делимым, а также в иных случаях, предусмотренных законом или договором, каждый из субподрядчиков приобретает права и несёт обязанности по отношению к заказчику в пределах своей доли.

#### Генеральный подрядчик и субподрядчик
Если из закона или договора подряда не вытекает обязанность подрядчика выполнить предусмотренную в договоре работу лично, подрядчик вправе привлечь к исполнению своих обязательств других лиц. В этом случае он играет роль генерального подрядчика, а привлечённые для выполнения работ лица выступают субподрядчиками. Отношения между генеральным подрядчиком и субподрядчиком оформляются договором субподряда.
Объём личного участия генерального подрядчика в общем объёме выполняемых работ определяется договором и может быть ограничен вопросами общего руководства и посредничества между заказчиком и субподрядчиком.
В случае привлечения субподрядчиков в нарушение запрета, установленного законом или договором, подрядчик несёт ответственность за убытки, причинённые их действиями. Генеральный подрядчик также отвечает перед заказчиком за неисполнение или ненадлежащее исполнение обязательств субподрядчиком, а перед субподрядчиком — за неисполнение или ненадлежащее исполнение обязательств заказчиком с правом последующего предъявления к субподрядчику или заказчику соответственно регрессного требования.
По общему правилу, ввиду отсутствия договорных отношений, заказчик не вправе предъявлять к субподрядчику прямые требования, связанные с нарушением им договора субподряда, а субподрядчик не вправе предъявлять прямые требования к заказчику, связанные с нарушением им договора подряда. Особенности удовлетворения таких требований определяются законом или договором, а если они не определены — устанавливаются в судебном порядке.

#### Единый заказчик
Заказчик вправе с согласия подрядчика заключать договоры на выполнение отдельных работ с другими лицами. Указанные лица несут ответственность за неисполнение или ненадлежащее исполнение своих обязательств непосредственно перед заказчиком, а последний, в свою очередь, отвечает за неисполнение или ненадлежащее исполнение договора перед этими лицами. Таким образом, с фигурой генерального подрядчика на противоположной стороне подрядного правоотношения сопоставима фигура единого заказчика, выполняющего соответствующую функцию на основании договоров, которые он заключает с подрядчиками, проектировщиками, инвесторами. Широко известны и повсеместно действуют службы (дирекции) единого заказчика по строительству жилых домов, объектов коммунального хозяйства и т. д.

### Предмет и существенные условия договора
Предметом договора подряда является результат деятельности подрядчика по изготовлению вещи, а также её обработке (улучшению качеств или изменению потребительских свойств имеющейся вещи) или переработке (созданию новой вещи в результате уничтожения имеющейся) либо выполнению иной работы по заданию заказчика. Таким образом, в качестве подрядного результата может выступать:
- Вновь созданная вещь (например, пошитый костюм);
- Новое или обновлённое качество имеющейся вещи (например, отремонтированная квартира);
- Иной овеществлённый результат (например, разработанная документация).

Деятельность подрядчика может быть направлена как на создание, так и на уничтожение того или иного объекта (например, демонтаж здания).
В соответствии с законом, результат выполненной подрядчиком работы должен быть способным к сдаче, то есть передаваться по акту сдачи-приёмки, в том числе, в определённых случаях, путём вручения. Если таковым является изготовленная вещь, подрядчик передаёт заказчику также права на эту вещь. Таким образом, результат работы должен быть материализованным и отделённым от личности подрядчика. Этим подряд отличается от оказания услуг, не имеющих материального выражения и не способных к автономному существованию. Результатом оказания услуг является непосредственно совершаемое действие (например, медицинская или юридическая консультация); в то время как в качестве подрядного результата всегда выступает имущество либо его свойство. Ещё одной отличительной чертой договора подряда является возможность гарантии надлежащего качества выполненной работы, что в отношении оказанной услуги, ввиду её неовеществлённости, невозможно. Например, ремонт бытовой техники с использованием дефектных запчастей с неизбежностью приведёт к появлению недостатков, которых в ином случае можно избежать. Оказание же педагогом образовательных услуг не гарантирует того, что учебный материал будет успешно усвоен учеником.
Предмет является существенным условием договора подряда, поэтому при его отсутствии договор считается незаключенным.

#### Срок договора
Помимо предмета, существенным условием договора подряда является его срок. В договоре должны указываться начальный и конечный сроки выполнения работы. В нём также могут быть предусмотрены сроки завершения отдельных этапов работы (промежуточные сроки). Промежуточные сроки устанавливаются, как правило, в том случае, если договор предполагает длительный период исполнения. Обычно они встречаются в договоре строительного подряда, иногда — в договоре бытового подряда. Указанные в договоре подряда начальный, конечный и промежуточные сроки могут быть изменены в случаях и в порядке, предусмотренных договором. По общему правилу, подрядчик несёт ответственность за нарушение как начального и конечного, так и промежуточных сроков выполнения работы.

#### Цена договора
Цена, по общему правилу, не является существенным условием договора подряда. Закон устанавливает, что вместо прямого указания цены в договоре могут быть предусмотрены способы её определения, а при отсутствии соответствующих условий исполнение договора должно быть оплачено по цене, которая обычно взимается за аналогичные работы.
Цена договора включает компенсацию издержек, понесённых подрядчиком при выполнении работы, и причитающиеся ему вознаграждения. Как правило, она выражается в денежной сумме, но может заключаться и в ином встречном представлении, например, в передаче имущества или оказании услуги.
Обычно, если объём выполняемых работ невелик, стороны определяют их единую (общую) цену. В случае, если объём работ значителен либо они отличаются большим разнообразием или сложностью, то цена определяется путём составления сметы. Смета может быть составлена любой из сторон — в этом случае она становится частью договора подряда с момента её согласования. Если смета составляется подрядчиком, как стороной, компетентной в вопросах выполнения работы, то она приобретает силу с момента её утверждения заказчиком.
Закон устанавливает презумпцию твёрдой цены (сметы). Иначе говоря, цена (смета) считается твёрдой, если только договором она не определена как приблизительная. Приблизительной является цена (смета), от положений которой в ходе выполнения работ возможны отступления. Однако изменение такой цены (сметы) возможно только в определённых пределах, согласованных сторонами. Существенное превышение приблизительной цены (сметы) допускается лишь при одновременном соблюдении следующих условий:
1. Возникновение необходимости в проведении дополнительных работ.
2. Своевременное предупреждение заказчика о такой необходимости.

Таким образом, если существенное превышение приблизительной цены (сметы) вызвано иными обстоятельствами (например, подорожанием стоимости материалов), подрядчик не вправе выйти за пределы, предусмотренные приблизительной ценой (сметой). Если заказчик не согласен на превышение цены (сметы), то он вправе отказаться от исполнения договора, уведомив об этом подрядчика и уплатив ему цену за выполненную часть работы. Подрядчик, своевременно не предупредивший заказчика о необходимости превышения цены (сметы), обязан выполнить работу. При этом он сохраняет право на оплату работы по цене, определённой в договоре.
Отступления от положений твёрдой цены (сметы) не допускаются. Подрядчик не вправе требовать увеличения твёрдой цены (сметы), а заказчик — её уменьшения, даже в том случае, когда в момент заключения договора подряда исключалась возможность предусмотреть полный объём подлежащих выполнению работ или необходимых для этого расходов. Однако при существенном возрастании стоимости материалов и оборудования, предоставленных подрядчиком, а также оказываемых ему третьими лицами услуг, которые нельзя было предусмотреть при заключении договора, подрядчик вправе требовать увеличения твёрдой цены (сметы). В случае отказа заказчика выполнить это требование он имеет право расторгнуть договор в судебном порядке. При этом суд определяет последствия расторжения договора, исходя из необходимости справедливого распределения между сторонами расходов, понесённых ими в связи с исполнением этого договора.
Закон предусматривает возможность изменения цены (сметы) независимо от того, является ли она приблизительной или твёрдой. Так, в случае, когда фактические расходы подрядчика оказались меньше тех, которые учитывались при определении цены работы (сметы), подрядчик сохраняет право на оплату работ по цене, предусмотренной договором. Однако, если заказчик докажет, что экономия подрядчика повлияла на качество выполненных работ, он вправе требовать уменьшения цены (сметы). Вместе с тем в договоре подряда может быть предусмотрено распределение полученной подрядчиком экономии между сторонами. Пересмотр цены (сметы) в сторону уменьшения возможен также в случае, если за подрядчиком остаётся неиспользованный материал заказчика, а также в случае, если при ненадлежащем качестве выполненной работы заказчик требует соразмерного уменьшения цены.

### Форма договора
Современное российское законодательство не содержит специальных правил о форме договора подряда. Как правило, договор заключается в простой письменной форме. Если работа выполняется в присутствии заказчика, сделка может быть совершена устно, с выдачей документа, подтверждающего её совершение (например, кассовый чек).

### Исполнение договора

#### Обязанности и ответственность подрядчика
| Обязанности подрядчика | Ответственность подрядчика за неисполнение или ненадлежащее исполнение договора |
| --- | --- |
| 1. Выполнить работу в срок, определённый договором или правилами выполнения отдельных видов работ. В договоре может предусматриваться срок выполнения работы, если указанными правилами он не предусмотрен, а также срок меньшей продолжительности, чем срок, установленный правилами. Если выполнение работы осуществляется по частям, в договоре могут быть предусмотрены сроки завершения отдельных этапов работы (промежуточные сроки). По соглашению сторон работа может быть выполнена в срочном порядке. За срочность выполнения работы взимается надбавка к цене. В этом случае срок исчисляется с момента (часа), согласованного в договоре. | Если подрядчик не приступает к выполнению работы своевременно, либо выполняет её настолько медленно, что окончание работы к сроку становится явно невозможным, заказчик вправе: - Отказаться от исполнения договора и требовать возмещения убытков. |
| 2. Выполнить работу своим иждивением, то есть своими материалами, силами и средствами, если иное не предусмотрено договором. Подрядчик несёт ответственность за ненадлежащее качество предоставленных им материалов и оборудования, а также за предоставление материалов и оборудования, обременённых правами третьих лиц. Если при выполнении работы используется материал заказчика, подрядчик обязан использовать его экономно и расчётливо, а после окончания работы — представить заказчику отчёт об израсходовании материала и вернуть его остаток либо с согласия заказчика зачесть его стоимость в состав цены договора. Кроме того, он обязан заботиться о сохранности предоставленных заказчиком материала и оборудования, а также переданной для обработки или переработки вещи или иного имущества, оказавшегося в его владении в связи с исполнением договора подряда. | Если при выполнении работы подрядчиком использованы материалы и оборудование ненадлежащего качества, заказчик вправе: 1. При обнаружении существенных или неустранимых недостатков: - Отказаться от исполнения договора и требовать возврата оплаты. - Требовать замены 2. При обнаружении обычных недостатков: - Требовать соразмерного уменьшения цены работы - Требовать безвозмездного устранения недостатков в разумный срок - Требовать возмещения расходов на устранение недостатков своими средствами или третьими лицами, если право заказчика устранять их предусмотрено в договоре |
| 3. Выполнить работу надлежащего качества. Качество работы должно соответствовать условиям договора (договорное качество), а при их отсутствии или неполноте — требованиям, обычно предъявляемым к работам соответствующего рода (обычное качество). При этом результат выполненной работы должен быть пригодным для использования, установленного договором, в пределах разумного срока, а если такое использование договором не предусмотрено, — для обычного использования результата работы такого рода. Законом могут быть предусмотрены обязательные требования к качеству работы (обязательное качество); в этом случае исполнитель обязан выполнить работу, соответствующую этим требованиям. Подрядчик может принять на себя обязанность выполнить работу, отвечающую требованиям к качеству, более высоким по сравнению с установленными законом обязательными требованиями (повышенное качество). Следует отличать качество работы, выполненной по договору подряда, и качество товара, отчуждаемого по договору купли-продажи. В первом случае, некачественным признаётся любое отступление от договора, даже если оно не препятствует использованию результата работы по назначению в принципе; достаточно того, что оно не подходит конкретному заказчику. Во втором случае, отсутствие индивидуального качества не препятствует использованию товара покупателями с аналогичными требованиями. Гарантия Законом, договором или обычаями делового оборота может быть предусмотрен срок, в течение которого результат выполненной работы должен соответствовать обязательному, обычному или договорному качеству (гарантийный срок). По общему правилу, гарантийный срок начинает течь с момента, когда результат работы был принят или должен был быть принят заказчиком. По общему правилу, гарантийный срок не течёт, если заказчик: a) был лишён возможности использовать результат работы по обстоятельствам, зависящим от подрядчика; б) не использовал результат работы из-за недостатков. В первом случае он не течёт до устранения подрядчиком указанных обстоятельств, во втором — продлевается на период, пока результат работы не использовался при условии надлежащего извещения подрядчика о недостатках работы. Различают общий и особый гарантийные сроки. Общий гарантийный срок может устанавливаться законом либо договором. Особый гарантийный срок устанавливается только договором. При короткой гарантии заказчик может предъявить к подрядчику требования, связанные с недостатками результата работы, и по истечении срока гарантии, но в пределах двух лет. По общему правилу, если иное не предусмотрено договором, гарантия качества распространяется на всё, что составляет результат выполненной работы. | Если во время выполнения работы становится очевидным, что она не будет выполнена надлежащим образом, то заказчик вправе: - Назначить разумный срок для устранения недостатков. В случае неисполнения этого требования заказчик вправе: - Отказаться от исполнения договора и требовать возмещения убытков. - Поручить исправление работы другому лицу за счёт подрядчика. Если работа выполнена с отступлениями от договора, ухудшившими её результат, или с иными недостатками, которые делают его не пригодным для предусмотренного в договоре использования, а при отсутствии в договоре условия о непригодности — для обычного использования, то при обнаружении таких недостатков во время приёмки результата работы или в течение гарантийного срока, а если он не установлен, — разумного срока, но не позднее двух лет (для недвижимого имущества — пяти лет) со дня приёмки результата работы, заказчик вправе, если иное не установлено законом или договором: - Требовать безвозмездного устранения обычных недостатков в разумный срок. - Требовать безвозмездного повторного выполнения работы и возмещения убытков, вызванных просрочкой договора. В этом случае заказчик обязан возвратить ранее переданный ему результат работы подрядчику, если это возможно. - Требовать соразмерного уменьшения установленной за работу цены. - Требовать возмещения расходов на устранение недостатков своими средствами или третьими лицами, если право заказчика устранять их предусмотрено в договоре подряда. - Отказаться от исполнения договора и требовать возмещения убытков, если недостатки не были устранены в установленный заказчиком разумный срок либо являются существенными и неустранимыми. Условие договора об освобождении подрядчика от ответственности за определённые недостатки не освобождает его от ответственности, если доказано, что такие недостатки возникли вследствие виновных действий или бездействия подрядчика. |
| 4. Уведомить заказчика о соответствующих обстоятельствах: - Непригодность или недоброкачественность предоставленных заказчиком материала, оборудования, технической документации или вещи, переданной для переработки (обработки). - Возможные неблагоприятные последствия указаний заказчика о способе выполнения работы. - Иные не зависящие от подрядчика обстоятельства, которые грозят годности или прочности результатов выполняемой работы либо создают невозможность её завершения в срок. При этом подрядчик обязан приостановить работу вплоть до получения дальнейших указаний заказчика. Такие указания должны быть даны в срок, согласованный сторонами в договоре, либо в разумный срок. Подрядчик также обязан передать заказчику информацию, касающуюся использования результатов работы. Это правило применяется, если соответствующее условие предусмотрено договором либо характер информации таков, что без неё невозможно использование результата работы для целей, указанных в договоре. | Если подрядчик не уведомил заказчика о перечисленных обстоятельствах либо продолжил выполнение работы, несмотря на то, что срок получения указаний заказчика не истёк, то он: - Лишается права ссылаться на эти обстоятельства при возникновении спора. |

#### Обязанности и ответственность заказчика
| Обязанности заказчика | Ответственность заказчика за неисполнение или ненадлежащее исполнение договора |
| --- | --- |
| 1. Предоставить материалы, оборудование, техническую документацию, а также вещь для обработки или переработки и иное имущество, необходимое для выполнения работы, если это предусмотрено договором, надлежащего качества и в установленный срок. | Если заказчик не предоставляет имущество, необходимое для выполнения работы, то подрядчик вправе: - Не приступать к выполнению работы либо приостановить начатую работу. - Отказаться от исполнения договора и требовать возмещения убытков. |
| 2. Оказать подрядчику содействие в выполнении работы в случаях, в объёме и в порядке, предусмотренных договором. | Если заказчик отказывается содействовать подрядчику, то последний вправе: - Требовать возмещения убытков. - Требовать перенесения сроков выполнения работы. - Требовать увеличения цены работы. Если заказчик, несмотря на своевременное и обоснованное предупреждение со стороны подрядчика, в разумный срок: а) Не заменит непригодные или недоброкачественные материал, оборудование, техническую документацию или переданную для переработки или обработки вещь и иное имущество, необходимое для выполнения работы, б) Не изменит указаний о способе выполнения работы, в) Не примет иных необходимых мер для устранения обстоятельств, грозящих годности работы, то подрядчик вправе: - Отказаться от исполнения договора подряда и требовать возмещения убытков. |
| 3. Принять результат выполненной работы в сроки и в порядке, предусмотренные договором. | Если заказчик не является за результатом работы либо уклоняется от его принятия, то, по общему правилу, подрядчик вправе: - Продать результат работы, а вырученную сумму за вычетом причитающихся за её выполнение платежей внести на имя заказчика. Данное право может быть реализовано подрядчиком при условии двукратного предупреждения заказчика после истечения одного месяца со дня, когда результат должен быть принят. |
| 4. Осмотреть с участием подрядчика результат выполненной работы и при обнаружении недостатков, которые могут быть установлены при обычном способе приёмки (явные недостатки) — незамедлительно уведомить об этом подрядчика. Обнаруженные недостатки должны быть задокументированы в акте сдачи-приёмки. Если после приёмки работы заказчиком были обнаружены недостатки, которые не могли быть установлены при обычном способе приёмки (скрытые недостатки), в том числе такие, которые были умышленно скрыто подрядчиком, заказчик обязан известить об этом подрядчика в разумный срок. В случае возникновения между заказчиком и подрядчиком спора по поводу недостатков результата выполненной работы или их причин назначается экспертиза. Экспертиза может быть назначена по требованию любой из сторон. Расходы на экспертизу, по общему правилу, несёт подрядчик. Однако, если экспертизой установлено отсутствие нарушений договора подрядчиком или причинной связи между действиями подрядчика и обнаруженными недостатками, то расходы возлагаются на сторону, которая требовала назначения экспертизы, а если она назначена по соглашению сторон, — на обе стороны в равных долях. | Если заказчик не проверил качество результата выполненной работы при его приёмке, то, по общему правилу, он: - Лишается права ссылаться на явные недостатки. Если обнаруженные явные недостатки результата выполненной работы не были оговорены в акте сдачи-приёмки, то заказчик: - Лишается возможности предъявлять подрядчику требование об их устранении. При этом заказчик не лишается права ссылаться на скрытые недостатки. |
| 5. Оплатить результат работы. По общему правилу, оплате подлежит окончательный, надлежащий и своевременно достигнутый результат. Таким образом, заказчик вправе не принимать и не оплачивать некачественный подрядный результат вплоть до устранения подрядчиком его недостатков, выполнения работы заново или разрешения вопросов о соразмерном уменьшении установленной за работу цены, а при наличии достаточных оснований — о возмещении своих расходов на устранение недостатков или об отказе от договора и возмещения убытков. Заказчик вправе не принимать и не оплачивать тот подрядный результат, приёмка которого утратила для него интерес из-за допущенной подрядчиком просрочки. Заказчик обязан оплатить подрядный результат, если он его принял (подписал акт сдачи-приёмки). | При неисполнении обязанности уплатить установленную цену, причитающуюся подрядчику, последний вправе: - Удержать результат работы, остатки неиспользованного материала, оборудование, техническую документацию и иное имущество, принадлежащее заказчику и оказавшееся у подрядчика в связи с исполнением договора. Подрядчик сохраняет право требовать оплаты выполненной работы, даже если её результат не был достигнут или оказался с недостатками. Это право подрядчик может осуществить в том случае, если докажет, что недостатки материала, предоставленного ему заказчиком, не могли быть им обнаружены при обычной приёмке, то есть являются скрытыми. В случаях, когда исполнение работы стало невозможным вследствие действий или упущений заказчика, подрядчик сохраняет право на оплату указанной в договоре цены с учётом выполненной части работы. Если заказчик принял результат работы, но не оплатил его, он несёт ответственность за неосновательное обогащение. |

### Прекращение договора
Договор подряда может быть прекращён до завершения подрядчиком работы и приёмки её результата заказчиком по основаниям, предусмотренным законом или договором. При этом заказчик вправе требовать передачи ему результата незавершённой работы, а подрядчик — компенсацию затрат, произведённых в связи с её выполнением.

### Срок исковой давности
В соответствии со специальными правилами о сроке исковой давности, установленными для договора подряда, требования заказчика в связи с недостатками работы, выполненной по договору, могут быть предъявлены им подрядчику в течение одного года. В отношении зданий и сооружений действует общий срок в три года.
Особенность исчисления срока давности по искам о ненадлежащем качестве работы заключается в том, что даже если результат работы принят заказчиком по частям, то течение срока начинается со дня приёмки результата работы в целом. В том случае, когда законом или договором установлен гарантийный срок, и заявление по поводу недостатков работы было сделано в его пределах, срок исковой давности начинается со дня такого заявления. При этом, если по частям сдаётся подрядный результат, на который установлен гарантийный срок, исковая давность начинает течь со дня заявления о недостатках, а не со дня приёмки результата в целом.
Прочие требования заказчика к подрядчику, не связанные с вопросами качества работы, а также требования подрядчика к заказчику подчиняются общим правилам о сроке исковой давности, поскольку иного закон не устанавливает.

### Риски

#### Риск случайной гибели имущества
По общему правилу риск случайной гибели или повреждения материалов, оборудования, а также вещи, переданной для обработки или переработки, и иного имущества, используемого в связи с исполнением договора подряда, несёт предоставившая их сторона. Таким образом, сторона, освобождённая законом или договором от данного риска, не отвечает за случайную гибель или повреждение имущества. Поскольку работа, как правило, выполняется иждивением подрядчика, то есть из его материалов и его средствами, то именно он как их собственник в большинстве случаев подвержен данному риску. При предоставлении материалов и оборудования заказчиком, а также при передаче им для переработки или обработки своей вещи указанный риск будет нести заказчик.
Если иное не предусмотрено законом или договором, риск случайной гибели или повреждения результата выполненной работы до его приёмки несёт подрядчик. Это означает утрату им права на оплату выполненной работы, а также возникновение у него обязанности вернуть заказчику сумму полученной предоплаты. Таким образом, все затраты подрядчика, произведённые им во исполнение договора, превращаются в убытки, не подлежащие компенсации. Однако, если в силу закона или договора данные риски возлагаются на заказчика, последний обязан оплатить стоимость выполненных подрядчиком работ без права требовать от него встречного представления в виде сдачи подрядного результата.
При просрочке передачи или приёмки результата выполненной работы риск случайной гибели или повреждения имущества падает на сторону, допустившую просрочку. Таким образом, по общему правилу, указанный риск сохраняется при подрядчике в случае просрочки в сдаче результата, а в случае уклонения заказчика от принятия выполненной работы переходит к заказчику в момент, когда сдача работы должна была состояться. И наоборот, если по договору данный риск лежит на заказчике, то он сохраняется при нём в случае просрочки принятия им результата, но переходит к подрядчику в случае несоблюдения им сроков сдачи выполненной работы.

#### Риск невозможности окончания работы
Риск случайной гибели или повреждения имущества необходимо отличать от риска случайной невозможности окончания работы, который возлагается исключительно на подрядчика. Указанный риск означает, что если результат работы не был достигнут, подрядчик не имеет права на возмещение понесённых расходов. Он не может быть изменён законом или договором. В отличие от него, риск случайной гибели или повреждения имущества может быть перераспределён. В то же время случайная гибель или повреждение имущества может стать одной из причин невозможности окончания работы, однако является не единственной такой причиной.

#### Риск удорожания цены работы
Риск удорожания цены выполняемой работы лежит на заказчике в следующих случаях:
1. Если он был своевременно предупреждён подрядчиком о необходимости проведения дополнительных работ[20].
2. При существенном возрастании стоимости материалов и оборудования, предоставленных подрядчиком, и оказываемых ему третьими лицами услуг, которые нельзя было предусмотреть при заключении договора[22].

В иных случаях такой риск лежит на виновной стороне.

#### Перераспределение рисков
Поскольку закон это допускает, стороны вправе перераспределить риски случайной гибели или повреждения имущества между собой как полностью, так и в части. Под частичным перераспределением подразумевается перенос отдельных рисков в отношении одного и того же имущества, а также возложение неблагоприятных последствий случайной гибели или повреждения имущества на обе стороны договора. Например, договор может предусматривать, что случайные убытки, возникшие при форс-мажорных обстоятельствах, делятся между подрядчиком и заказчиком поровну, или, что в случае кражи ответственность несёт подрядчик, а в каких-то иных случаях — заказчик и т. д.